# 大統領令14014号
ビルマの状況に係る資産凍結（ビルマのじょうきょうにかかわるしさんとうけつ、英: Blocking Property with Respect to the Situation in Burma）を表題とする大統領令14014号は、2021年2月11日に米国大統領ジョー・バイデンが署名し発令した大統領令。ミャンマーの呼称について、当記事は米国法を扱っているため、米国政府が用いている"Burma"と発音の近い「ビルマ」を統一して用いる。
2021年2月1日のビルマ国軍によるクーデターを受け、これに関与した個人・団体、若しくは2021年2月2日以降のビルマ政府の指導者・幹部、若しくはそれらの配偶者・成人の子供に対して、又は国軍、治安部隊、若しくはこの大統領令により制裁対象者となった個人・団体が所有・支配する団体に対して制裁を科すことを規定している。

## 発令の背景
2020年11月に実施された現行憲法下（2008年ビルマ憲法）における3度目の総選挙で国民民主連盟（NLD）は圧勝し、翌年2021年2月1日にビルマ連邦議会両院の招集が予定されていた。
連邦団結発展党（USDP）と国軍は2020年11月の総選挙に不正があった可能性を指摘し、2021年1月末には国軍と文民政府の代表者の会談が行なわれ、国軍側は票の数え直しや議会の開会延期を求めたが、文民政府側はこれを拒否し、2月1日未明、国軍はアウン・サン・スー・チー国家顧問、ウィン・ミン大統領、その他の連邦大臣のほか、ビルマの連邦議会や地方議会のNLDの議員や多数のNLD党員を正当な理由無しに不当に拘束した。ビルマの大統領は民意を反映した議会により選出され、国防大臣、内務大臣及び国境大臣を除く連邦大臣は、大統領が指名し連邦議会が承認した後に大統領により任命される（ビルマ憲法第232条(2)項・(3)項）。大統領は連邦議会に対し責任を負い（ビルマ憲法第202条）、連邦大臣は大統領に対し直接責任を負う（ビルマ憲法第232条(8)項）。
ウィン・ミン大統領が不当に拘束された後、国軍からの独立性が極めて低い元軍人のミン・スエ第一副大統領が大統領代行に就任した。これについて国軍側は、ビルマ憲法第73条(1)項の「大統領が任期終了前に辞職した場合であれ、死亡した場合であれ、また職務を継続的に遂行できなくなった場合であれ、何らかの理由により大統領職に空席が出来た場合には、2名の副大統領の内、大統領選挙の時に2番目に票の多かった者が大統領代行として任務を遂行しなければならない」との規定を、強引に適用している。
犯罪捜査を担うビルマ警察は内務省が管轄しており、内務大臣は国軍総司令官による指名リストに基づき、連邦議会が承認し、大統領が任命する（ビルマ憲法第232条(2)項・(3)項）。これに関し連邦議会は憲法で規定する資格を有していないことを証明できない限り（つまり、余程のことがない限り）、任命を拒否する権利を持たないため（ビルマ憲法第232条(4)項）、事実上、国軍総司令官が内務大臣の人事権を握っているといえる。
加えて、ミン・スエ大統領代行は緊急事態宣言を行い（ビルマ憲法第417条）、ミン・アウン・フライン国軍総司令官に立法権、行政権、司法権の全権を委譲する宣言を行い（ビルマ憲法418条(1)項）、国軍総司令官は立法・行政・司法の各権を行使する権限を得た（ビルマ憲法419条）。この様に緊急事態宣言の下、国軍総司令官一人に立法・行政・司法の三権が掌握された状況で、拘束された人々が訴追された場合、公正な裁判が行われる保証は無く、勾留期間が不当に延長される恐れがある。
ジョー・バイデン大統領は、ビルマにおける最近の状況、特に2021年2月1日のクーデター（バイデン政権はビルマのこの日の政変に対し、「クーデター」という語を用いている。）において、軍が民主的に選ばれたビルマの文民政府を転覆し、政府指導者、政治家、人権擁護者、ジャーナリスト、及び宗教指導者を不当に逮捕及び勾留し、2020年11月に実施された選挙で示されたビルマ人民の意思を拒否し、同国の民主的な移行及び法の支配を損っている状況は、米国の国家安全保障と外交政策への普通ではない異常な脅威を構成すると判断し、この脅威に対処するため国家緊急事態を宣言し（当大統領令前文第2段）、当大統領令を発令した。

## 発令の権限の根拠法
発令の大統領権限の根拠法として、合衆国憲法及び国際緊急経済権限法（合衆国法典第50編第1701条及び以下の項目）（IEEPA）、国家緊急事態法（合衆国法典第50編第1601条及び以下の項目）（NEA）、1952年移民国籍法第212条(f)項（合衆国法典第8編第1182条(f)項）、及び合衆国法典第3篇第301条を含む、米国連邦法を挙げている（当大統領令前文第1段）。

## OFACが所掌する制裁のための法令の枠組み
ビルマ関連の制裁の内、財務省外国資産管理局（OFAC）が所掌する制裁のための法令の枠組みは、執行命令の「大統領令14014号」のほか、その上位公法として「国際緊急経済権限法」および「国家緊急事態法」が制定されており、資産凍結・取引禁止を実施するOFACの下位執行規則として「ビルマ制裁規則（連邦行政規則集第31巻525部）」が規定されている。

## 規定

### 資産の凍結
以下の項目に該当する個人・団体で、米国務長官と協議して米財務長官が決定した外国の個人・団体に対し、米国内にある資産の凍結を定めた（当大統領令第1条）。
1. 米国務長官と協議して米財務長官が定める、ビルマ経済の防衛セクター又はビルマ経済のその他のセクターで事業を行う個人・団体
2. ビルマの民主的プロセス又は制度を弱体化させる行動又は政策に責任を負い、加担し、又は直接的に若しく間接的に関与してきた若しくは試みてきた個人・団体
3. ビルマの平和、安全、又は安定を脅かす行動又は政策に責任を負い、加担し、又は直接的に若しく間接的に関与してきた若しくは試みてきた個人・団体
4. ビルマ人民による表現若しくは集会の自由の行使を禁止、制限、若しくは処罰する、又はビルマの出版、オンライン、若しくは放送メディアへのアクセスを制限する行動若しくは政策に責任を負い、加担し、又は直接的に若しく間接的に関与してきた若しくは試みてきた個人・団体
5. ビルマにおける恣意的な拘禁若しくは拷問、又はビルマにおけるその他の深刻な人権侵害に責任を負い、加担し、又は直接的に若しく間接的に関与してきた若しくは試みてきた個人・団体
6. ビルマの軍隊若しくは治安部隊、又は前記の何れかの後継団体の指導者又は幹部であるか又はであった者
7. 2021年2月2日以降のビルマ政府の指導者又は幹部であるか又はであった者
8. 指導者又は幹部の在職期間に関連して、2から5の活動に従事している、又はその構成員が従事している団体の指導者又は幹部であるか又はであった者
9. 指導者又は幹部の在職期間に関連する活動の結果として、この命令に従って資産及び資産の権益が凍結されている団体の指導者又は幹部であるか又はであった者
10. 行政区画、行政機関、又はビルマ政府の下部機関
11. 当命令に従って資産及び資産の権益が凍結されている任意の者の配偶者又は成人した子供
12. 当命令に従って資産及び資産の権益が凍結されている任意の個人・団体のための、財政的、物質的、若しくは技術的な支援を、又は当該個人・団体への物品若しくは役務を、実質的に支援、後援、若しくは提供する個人・団体
13. ビルマの軍隊若しくは治安部隊、又は当命令に従って資産及び資産の権益が凍結されている任意の個人・団体により、直接的若しくは間接的に、所有若しくは支配されている、又は当該個人・団体のために若しくは代わりに、行動してきた若しくは行動することを意図してきた個人・団体

### 取引の禁止
前記の資産凍結の対象となる要件を満たす個人・団体に対し米国の個人・団体との資金、物品、又は役務の寄付又は提供の授与・受領を禁止すると定めた（当大統領令第2条）。

### 入国許可の停止
前記の資産凍結の対象となる要件を満たす、米国市民権を持たない米国国民ではない者で、米国務長官又は米国土安全保障長官が必要に応じて米司法長官の勧告に基づき決定した者に対し、入国許可を停止すると定めた（当大統領令第3条）。

### 制裁の例外
2021年3月25日、財務省のOFACは一般許可を発し、米国政府による取引、特定の国際機関による公的な活動、NGOによる活動については制裁の例外とすることを発表した。

### 制裁対象者
本大統領を受け、2021年2月11日に財務省は、2021年2月1日のクーデターに直接関与しビルマの民主的に選出された政府を転覆する上で主導的な役割を果たした、又は2月2日に発足した国家統治評議会の構成員で国軍又は治安部隊の指導者又は幹部である、10名の個人に対し制裁を科すとともに、国軍によって所有又は支配される企業3社に対し制裁を科した。この3社のほか、それらが直接または間接的に50％以上を所有する団体も制裁対象となる。制裁対象となったミン・アウン・フライン国軍総司令官とソー・ウィン国軍副総司令官は、ロヒンギャの人々に対する深刻な人権侵害に関与したとして、グローバル・マグニツキー法に基づき、既に2019年12月10日に制裁リストに指定されているが、今回の大統領令に基づく制裁対象者としても重ねて指定された。
2月22日、財務省は国家統治評議会の構成員であるとして2名の個人を新たに制裁リストに加えた。
3月10日、財務省は既に制裁対象となっているミン・アウン・フライン国軍総司令官の成人に達した子供2名と、その子供が所有し支配する企業6社を新たに制裁リスト加えた。同6社が直接または間接的に50％以上を所有する団体も制裁対象となる。
3月22日、財務省は新たに警察トップおよびミン・アウン・フライン国軍総司令官に直属する陸軍特別作戦局司令官の2名の個人と、2個陸軍軽歩兵師団を制裁リストに加えた。
3月25日、財務省は新たに国軍系持株会社2社を制裁リストに追加した。この持株会社2社のほか、それらが直接または間接的に50％以上を所有する団体も制裁対象となる。但しこの制裁に関し、定められた要件を満たす取引・活動については6月22日まで許可されることとなった。また同日、本法律に基づき既に制裁リストに指定されている、陸軍第33軽歩兵師団はグローバル・マグニツキー法に基づき制裁リストに重ねて指定された。
4月8日、財務省は新たに国有企業1社を制裁リストに追加した。同社が直接または間接的に50％以上を所有する団体も制裁対象となる。
4月21日、財務省は新たに国有企業2社を制裁リストに追加した。同2社が直接または間接的に50％以上を所有する団体も制裁対象となる。
5月17日、財務省は新たに個人16名と政府機関1団体を制裁リストに追加した。制裁リストに追加された個人16名の内訳は、国家統治評議会メンバー4名、軍事政権の連邦大臣・中央銀行総裁・連邦選挙管理委員会委員長など9名、および国家統治評議会メンバーの子ども3名からなる。緊急事態宣言下におけるビルマの国家統治権を総攬する機関であり、軍事政権の最高意思決定機関である、国家統治評議会も制裁リストに加えられた。
7月2日、財務省は新たに個人22名を制裁リストに追加した。内訳は国家統治評議会メンバー3名、連邦大臣4名、既に制裁を科されている国家統治評議会メンバーの配偶者及び成人の子ども15名からなる。

#### 個人
| 氏名                                         | 役職                                                      | 生年月日                                      | 性別 | SDNリスト指定日 | 理由 | 制裁内容                 |
| -------------------------------------------- | --------------------------------------------------------- | --------------------------------------------- | ---- | --------------- | --- | ------------------------ |
| ミン・アウン・フライン Min Aung Hlaing       | 国家統治評議会議長 国軍総司令官 上級大将                  | 1956年 7月3日                                 | 男性 | 2021年 2月11日  | 2021年2月1日のクーデターに直接関与し、ビルマの民主的に選出された政府の転覆において主導的な役割を果たした。                                 | *資産凍結 *取引禁止 など |
| ソー・ウィン Soe Win                         | 国家統治評議会副議長 国軍副総司令官 上級大将補            | 1960年 3月1日                                 | 男性 | 2021年 2月11日  | 2021年2月1日のクーデターに直接関与し、ビルマの民主的に選出された政府の転覆において主導的な役割を果たした。                                 | *資産凍結 *取引禁止 など |
| ミン・スウェ Myint Swe                       | 第一副大統領 退役陸軍中将                                 | 1951年 5月24日                                | 男性 | 2021年 2月11日  | 2021年2月1日のクーデターに直接関与し、ビルマの民主的に選出された政府の転覆において主導的な役割を果たした。                                 | *資産凍結 *取引禁止 など |
| セイン・ウィン Sein Win                      | 前国防大臣 陸軍中将                                       | 1956年 7月                                    | 男性 | 2021年 2月11日  | 2021年2月1日のクーデターに直接関与し、ビルマの民主的に選出された政府の転覆において主導的な役割を果たした。                                 | *資産凍結 *取引禁止 など |
| ソー・トゥッ Soe Htut                        | 国家統治評議会構成員 内務大臣 陸軍中将                    | 1960年                                        | 男性 | 2021年 2月11日  | 2021年2月1日のクーデターに直接関与し、ビルマの民主的に選出された政府の転覆において主導的な役割を果たした。                                 | *資産凍結 *取引禁止 など |
| イェー・アウン Ye Aung                       | 前国境大臣 陸軍中将                                       | 1960年 6月8日                                 | 男性 | 2021年 2月11日  | 2021年2月1日のクーデターに直接関与し、ビルマの民主的に選出された政府の転覆において主導的な役割を果たした。                                 | *資産凍結 *取引禁止 など |
| ミャ・トゥン・ウー Mya Tun Oo                | 国家統治評議会構成員 国防大臣 陸軍大将                    | 1961年 5月4日又は5日                          | 男性 | 2021年 2月11日  | 2021年2月2日に発足した国家統治評議会の構成員であるとともに、ビルマの軍又は治安部隊の指導者又は幹部のため。                                 | *資産凍結 *取引禁止 など |
| ティン・アウン・サン Tin Aung San            | 国家統治評議会構成員 運輸通信大臣 前海軍総司令官 海軍大将 | 1960年 10月16日                               | 男性 | 2021年 2月11日  | 2021年2月2日に発足した国家統治評議会の構成員であるとともに、ビルマの軍又は治安部隊の指導者又は幹部のため。                                 | *資産凍結 *取引禁止 など |
| アウン・リン・ドゥエ Aung Lin Dwe            | 国家統治評議会事務次官 陸軍中将                           | 1962年 5月31日                                | 男性 | 2021年 2月11日  | 2021年2月2日に発足した国家統治評議会の構成員であるとともに、ビルマの軍又は治安部隊の指導者又は幹部のため。                                 | *資産凍結 *取引禁止 など |
| イェー・ウィン・ウー Ye Win Oo               | 国家統治評議会次官補 陸軍中将                             | 1966年 2月21日                                | 男性 | 2021年 2月11日  | 2021年2月2日に発足した国家統治評議会の構成員であるとともに、ビルマの軍又は治安部隊の指導者又は幹部のため。                                 | *資産凍結 *取引禁止 など |
| マウン・マウン・チョー Maung Maung Kyaw      | 国家統治評議会構成員 空軍総司令官 空軍大将                | 1964年 7月23日                                | 男性 | 2021年 2月22日  | 2021年2月2日に発足した国家統治評議会の構成員であるとともに、ビルマの軍又は治安部隊の指導者又は幹部のため。                                 | *資産凍結 *取引禁止 など |
| モー・ミン・トゥン Moe Myint Tun             | 国家統治評議会構成員 陸軍中将                             | 1968年 5月24日                                | 男性 | 2021年 2月22日  | 2021年2月2日に発足した国家統治評議会の構成員であるとともに、ビルマの軍又は治安部隊の指導者又は幹部のため。                                 | *資産凍結 *取引禁止 など |
| キン・ティリ・テッ・ムン Khin Thiri Thet Mon | ミンアウンフライン国軍総司令官の娘                        | 1981年 12月5日                                | 女性 | 2021年 3月10日  | 当大統領令の規定に基づく資産凍結対象者の成人した子供のため。                                                                               | *資産凍結 *取引禁止 など |
| アウン・ピィエ・ソウン Aung Pyae Sone        | ミンアウンフライン国軍総司令官の息子                      | 1984年 6月24日                                | 男性 | 2021年 3月10日  | 当大統領令の規定に基づく資産凍結対象者の成人した子供のため。                                                                               | *資産凍結 *取引禁止 など |
| タン・フライン Than Hlaing                   | 内務副大臣 警察長官                                       | 1965年                                        | 男性 | 2021年 3月22日  | 平和的な抗議者を残酷に抑圧し、ビルマの将来において発言権を要求している個人を殺害することにより、民主的選挙の結果を覆そうと試みているため。 | *資産凍結 *取引禁止 など |
| アウン・ソー Aung Soe                        | 特別作戦局司令官 陸軍中将                                 | 1963年 12月3日                                | 男性 | 2021年 3月22日  | 平和的な抗議者を残酷に抑圧し、ビルマの将来において発言権を要求している個人を殺害することにより、民主的選挙の結果を覆そうと試みているため。 | *資産凍結 *取引禁止 など |
| マン・ニェイン・マウン Mahn Nyein Maung      | 国家統治評議会構成員                                      | 1947年1月1日から 1949年1月1日までの間         | 男性 | 2021年 5月17日  | 2021年2月2日以降のビルマ政府の指導者又は幹部であるか又はであった者に該当するため。                                                         | *資産凍結 *取引禁止 など |
| テイン・ニュン Thein Nyunt                   | 国家統治評議会構成員                                      | 1944年12月26日 または1944年11月20日           | 男性 | 2021年 5月17日  | 2021年2月2日以降のビルマ政府の指導者又は幹部であるか又はであった者に該当するため。                                                         | *資産凍結 *取引禁止 など |
| サイ・ロウン・サイン Sai Lone Saing          | 国家統治評議会構成員                                      | 1947年4月18日                                 | 男性 | 2021年 5月17日  | 2021年2月2日以降のビルマ政府の指導者又は幹部であるか又はであった者に該当するため。                                                         | *資産凍結 *取引禁止 など |
| キン・マウン・スウェ Khin Maung Swe          | 国家統治評議会構成員                                      | 1942年7月20日                                 | 男性 | 2021年 5月17日  | 2021年2月2日以降のビルマ政府の指導者又は幹部であるか又はであった者に該当するため。                                                         | *資産凍結 *取引禁止 など |
| コー・コー・フライン Ko Ko Hlaing            | 国際協力大臣                                              | 1956年10月24日                                | 男性 | 2021年 5月17日  | 2021年2月2日以降のビルマ政府の指導者又は幹部であるか又はであった者に該当するため。                                                         | *資産凍結 *取引禁止 など |
| トゥン・アウン・ミン Tun Aung Myint          | 民族問題大臣                                              | 1942年2月16日 または1942年2月19日             | 男性 | 2021年 5月17日  | 2021年2月2日以降のビルマ政府の指導者又は幹部であるか又はであった者に該当するため。                                                         | *資産凍結 *取引禁止 など |
| トゥン・トゥン・ナウン Tun Tun Naung         | 国境大臣 陸軍中将                                         | 1963年4月30日                                 | 男性 | 2021年 5月17日  | 2021年2月2日以降のビルマ政府の指導者又は幹部であるか又はであった者に該当するため。                                                         | *資産凍結 *取引禁止 など |
| タン・ニェイン Than Nyein                    | 中央銀行総裁                                              | 1952年2月29日                                 | 男性 | 2021年 5月17日  | 2021年2月2日以降のビルマ政府の指導者又は幹部であるか又はであった者に該当するため。                                                         | *資産凍結 *取引禁止 など |
| プゥイン・サン Pwint San                     | 商業大臣                                                  | 1961年7月13日                                 | 男性 | 2021年 5月17日  | 2021年2月2日以降のビルマ政府の指導者又は幹部であるか又はであった者に該当するため。                                                         | *資産凍結 *取引禁止 など |
| ウィン・シェイン Win Shein                   | 計画・財務大臣                                            | 1957年7月31日                                 | 男性 | 2021年 5月17日  | 2021年2月2日以降のビルマ政府の指導者又は幹部であるか又はであった者に該当するため。                                                         | *資産凍結 *取引禁止 など |
| テイン・ソー Thein Soe                       | 連邦選挙管理委員会委員長                                  | 1952年1月23日                                 | 男性 | 2021年 5月17日  | 2021年2月2日以降のビルマ政府の指導者又は幹部であるか又はであった者に該当するため。                                                         | *資産凍結 *取引禁止 など |
| テッ・カイン・ウィン Thet Khaing Win         | 保健大臣                                                  | 1961年11月14日                                | 男性 | 2021年 5月17日  | 2021年2月2日以降のビルマ政府の指導者又は幹部であるか又はであった者に該当するため。                                                         | *資産凍結 *取引禁止 など |
| キン・マウン・イー Khin Maung Yi             | 天然資源・環境保護大臣                                    | 1965年2月15日                                 | 男性 | 2021年 5月17日  | 2021年2月2日以降のビルマ政府の指導者又は幹部であるか又はであった者に該当するため。                                                         | *資産凍結 *取引禁止 など |
| ハイン・テッ Hein Htet                       | 国家統治評議会構成員マウンマウンチョーの息子              | 1987年11月6日                                 | 男性 | 2021年 5月17日  | 当大統領令の規定に基づく資産凍結対象者の成人した子供のため。                                                                               | *資産凍結 *取引禁止 など |
| カウン・テッ Kaung Htet                      | 国家統治評議会構成員マウンマウンチョーの息子              | 1992年8月3日                                  | 男性 | 2021年 5月17日  | 当大統領令の規定に基づく資産凍結対象者の成人した子供のため。                                                                               | *資産凍結 *取引禁止 など |
| イン・ミン・トゥ Yin Min Thu                 | 国家統治評議会構成員ティンアウンサンの娘                  | 1989年8月23日                                 | 女性 | 2021年 5月17日  | 当大統領令の規定に基づく資産凍結対象者の成人した子供のため。                                                                               | *資産凍結 *取引禁止 など |
| ソー・ダニエル Saw Daniel                    | 国家統治評議会構成員                                      | 1957年11月25日 または1968年から1969年までの間 | 男性 | 2021年 7月2日   | 2021年2月2日以降のビルマ政府の指導者又は幹部であるか又はであった者に該当するため。                                                         | *資産凍結 *取引禁止 など |
| バニャー・アウン・モー Banyar Aung Moe       | 国家統治評議会構成員                                      | 1947年8月14日                                 | 男性 | 2021年 7月2日   | 2021年2月2日以降のビルマ政府の指導者又は幹部であるか又はであった者に該当するため。                                                         | *資産凍結 *取引禁止 など |
| アエー・ヌー・セイン Aye Nu Sein             | 国家統治評議会構成員                                      | 1957年3月24日                                 | 女性 | 2021年 7月2日   | 2021年2月2日以降のビルマ政府の指導者又は幹部であるか又はであった者に該当するため。                                                         | *資産凍結 *取引禁止 など |
| チッ・ナイン Chit Naing                      | 第二連邦政府省大臣 前情報大臣                             | 1948年12月                                    | 男性 | 2021年 7月2日   | 2021年2月2日以降のビルマ政府の指導者又は幹部であるか又はであった者に該当するため。                                                         | *資産凍結 *取引禁止 など |
| アウン・ナイン・ウー Aung Naing Oo           | 投資・対外経済関係大臣                                    | 1962年10月13日 または1969年6月9日             | 男性 | 2021年 7月2日   | 2021年2月2日以降のビルマ政府の指導者又は幹部であるか又はであった者に該当するため。                                                         | *資産凍結 *取引禁止 など |
| ミン・チャイン Myint Kyaing                  | 労働大臣                                                  | 1957年4月17日                                 | 男性 | 2021年 7月2日   | 2021年2月2日以降のビルマ政府の指導者又は幹部であるか又はであった者に該当するため。                                                         | *資産凍結 *取引禁止 など |
| テッ・テッ・カイン Thet Thet Khine           | 社会福祉・救済・復興大臣                                  | 1967年8月19日                                 | 女性 | 2021年 7月2日   | 2021年2月2日以降のビルマ政府の指導者又は幹部であるか又はであった者に該当するため。                                                         | *資産凍結 *取引禁止 など |
| チュー・チュー・フラ Kyu Kyu Hla             | 国家統治評議会議長ミンアウンフライン上級大将の配偶者      | 1954年4月13日                                 | 女性 | 2021年 7月2日   | 当大統領令の規定に基づく資産凍結対象者の配偶者または成人した子供のため。                                                                   | *資産凍結 *取引禁止 など |
| タン・タン・ヌゥエ Than Than Nwe             | 国家統治評議会副議長ソーウィン上級大将補の配偶者          | 1954年2月26日                                 | 女性 | 2021年 7月2日   | 当大統領令の規定に基づく資産凍結対象者の配偶者または成人した子供のため。                                                                   | *資産凍結 *取引禁止 など |
| テッ・テッ・アウン Thet Thet Aung            | 国家統治評議会構成員ミャ―トゥンウー陸軍大将の配偶者       | 1961年12月22日                                | 女性 | 2021年 7月2日   | 当大統領令の規定に基づく資産凍結対象者の配偶者または成人した子供のため。                                                                   | *資産凍結 *取引禁止 など |
| タン・タン・アエー Than Than Aye             | 国家統治評議会構成員ティンアウンサン海軍大将の配偶者      | 1960年1月8日                                  | 女性 | 2021年 7月2日   | 当大統領令の規定に基づく資産凍結対象者の配偶者または成人した子供のため。                                                                   | *資産凍結 *取引禁止 など |
| アウン・マー・ミン Aung Mar Myint            | 国家統治評議会構成員マウンマウンチョー空軍大将の配偶者    | 1964年10月25日                                | 女性 | 2021年 7月2日   | 当大統領令の規定に基づく資産凍結対象者の配偶者または成人した子供のため。                                                                   | *資産凍結 *取引禁止 など |
| カイン・パー・パー・チッ Khaing Pa Pa Chit   | 国家統治評議会構成員モーミントゥン陸軍中将の配偶者        | 1971年7月15日                                 | 女性 | 2021年 7月2日   | 当大統領令の規定に基づく資産凍結対象者の配偶者または成人した子供のため。                                                                   | *資産凍結 *取引禁止 など |
| モー・テッ・テッ・トゥン Moe Htet Htet Tun   | モーミントゥン陸軍中将の娘                                | 1997年8月16日                                 | 女性 | 2021年 7月2日   | 当大統領令の規定に基づく資産凍結対象者の配偶者または成人した子供のため。                                                                   | *資産凍結 *取引禁止 など |
| カイン・モー・ミン Khaing Moe Myint          | モーミントゥン陸軍中将の娘                                | 2001年4月23日                                 | 女性 | 2021年 7月2日   | 当大統領令の規定に基づく資産凍結対象者の配偶者または成人した子供のため。                                                                   | *資産凍結 *取引禁止 など |
| ヤーターナー・モー・ミン Yadanar Moe Myint   | モーミントゥン陸軍中将の娘                                | 1994年5月16日                                 | 女性 | 2021年 7月2日   | 当大統領令の規定に基づく資産凍結対象者の配偶者または成人した子供のため。                                                                   | *資産凍結 *取引禁止 など |
| ドー・ニーラー Daw Nilar                     | 国家統治評議会構成員イェーウィンウー陸軍中将の配偶者      | 1968年5月3日                                  | 女性 | 2021年 7月2日   | 当大統領令の規定に基づく資産凍結対象者の配偶者または成人した子供のため。                                                                   | *資産凍結 *取引禁止 など |
| テイッ・ティンザー・イェー Theit Thinzar Ye  | イェーウィンウー陸軍中将の娘                              | 1997年5月7日                                  | 女性 | 2021年 7月2日   | 当大統領令の規定に基づく資産凍結対象者の配偶者または成人した子供のため。                                                                   | *資産凍結 *取引禁止 など |
| ウン・マー・ミン Ohn Mar Myint               | 国家統治評議会構成員アウンリンドゥエ陸軍中将の配偶者      | 1967年11月19日                                | 女性 | 2021年 7月2日   | 当大統領令の規定に基づく資産凍結対象者の配偶者または成人した子供のため。                                                                   | *資産凍結 *取引禁止 など |
| シュエ・イェ・プー・アウン Shwe Ye Phu Aung  | アウンリンドゥエ陸軍中将の娘                              | 1990年4月18日                                 | 女性 | 2021年 7月2日   | 当大統領令の規定に基づく資産凍結対象者の配偶者または成人した子供のため。                                                                   | *資産凍結 *取引禁止 など |
| フライン・ブワー・アウン Hlaing Bwar Aung    | アウンリンドゥエ陸軍中将の息子                            | 1993年5月22日                                 | 男性 | 2021年 7月2日   | 当大統領令の規定に基づく資産凍結対象者の配偶者または成人した子供のため。                                                                   | *資産凍結 *取引禁止 など |
| ピョー・アーカー・アウン Phyo Arkar Aung     | アウンリンドゥエ陸軍中将の息子                            | 1995年4月30日                                 | 男性 | 2021年 7月2日   | 当大統領令の規定に基づく資産凍結対象者の配偶者または成人した子供のため。                                                                   | *資産凍結 *取引禁止 など |

#### 団体
| 団体名                                                  | 事業分野             | 登記日         | 登記国          | SDNリスト指定日 | 理由 | 制裁内容            |
| ------------------------------------------------------- | -------------------- | -------------- | --------------- | --------------- | --- | ------------------- |
| Myanmar Ruby Enterprise                                 | 宝石原石の採掘       | 1996年 2月14日 | ビルマ          | 2021年 2月11日  | 軍により所有若しくは支配されている団体であり、第1条の要件に該当するため。 | *資産凍結 *取引禁止 |
| Myanmar Imperial Jade co. ltd.                          | 宝石原石の採掘       | 1996年 9月13日 | ビルマ          | 2021年 2月11日  | 軍により所有若しくは支配されている団体であり、第1条の要件に該当するため。 | *資産凍結 *取引禁止 |
| Cancri (Gems and Jewellery) Co., LTD.                   | 宝石原石の採掘       | 2012年 7月24日 | ビルマ          | 2021年 2月11日  | 軍により所有若しくは支配されている団体であり、第1条の要件に該当するため。 | *資産凍結 *取引禁止 |
| A & M Mahar Company Limited                             | ヘルスケア           | 2017年 1月16日 | ビルマ          | 2021年 3月10日  | 当大統領令の規定に基づく資産凍結対象者により所有若しくは支配されている団体のため。                                                                                                 | *資産凍結 *取引禁止 |
| Sky One Construction Company Limited                    | 建設                 | 2013年 4月9日  | ビルマ          | 2021年 3月10日  | 当大統領令の規定に基づく資産凍結対象者により所有若しくは支配されている団体のため。                                                                                                 | *資産凍結 *取引禁止 |
| The Yangon Restaurant                                   | レストラン           | 不明           | ビルマ          | 2021年 3月10日  | 当大統領令の規定に基づく資産凍結対象者により所有若しくは支配されている団体のため。                                                                                                 | *資産凍結 *取引禁止 |
| The Yangon Gallery                                      | 美術館               | 不明           | ビルマ          | 2021年 3月10日  | 当大統領令の規定に基づく資産凍結対象者により所有若しくは支配されている団体のため。                                                                                                 | *資産凍結 *取引禁止 |
| Everfit Company Limited                                 | フィットネスクラブ   | 2016年 2月29日 | ビルマ          | 2021年 3月10日  | 当大統領令の規定に基づく資産凍結対象者により所有若しくは支配されている団体のため。                                                                                                 | *資産凍結 *取引禁止 |
| Seventh Sense Company Limited                           | エンターテインメント | 2017年 4月3日  | ビルマ          | 2021年 3月10日  | 当大統領令の規定に基づく資産凍結対象者により所有若しくは支配されている団体のため。                                                                                                 | *資産凍結 *取引禁止 |
| 第33軽歩兵師団                                          | 陸軍部隊             | N/A            | ビルマ/サガイン | 2021年 3月22日  | 表現・集会の自由の行使を禁止・制限・処罰する行動・政策に責任を負うか、加担するか、若しくは直接的・間接的に関与してきたか、若しくはそれを試みてきたため。                           | *資産凍結 *取引禁止 |
| 第77軽歩兵師団                                          | 陸軍部隊             | N/A            | ビルマ/ペグ―    | 2021年 3月22日  | 表現・集会の自由の行使を禁止・制限・処罰する行動・政策に責任を負うか、加担するか、若しくは直接的・間接的に関与してきたか、若しくはそれを試みてきたため。                           | *資産凍結 *取引禁止 |
| Myanma Economic Holdings Public Company Limited（MEHL） | 持株会社             | 不明           | ビルマ          | 2021年 3月25日  | ビルマの民主的に選出された政府の転覆とビルマ国民への継続的な抑圧に責任を負う軍事政権の経済的資金源であり、国軍に関係する個人・団体によって保有・支配されている団体に該当するため。 | *資産凍結 *取引禁止 |
| Myanmar Economic Corporation Limited（MEC）             | 持株会社             | 不明           | ビルマ          | 2021年 3月25日  | ビルマの民主的に選出された政府の転覆とビルマ国民への継続的な抑圧に責任を負う軍事政権の経済的資金源であり、国軍に関係する個人・団体によって保有・支配されている団体に該当するため。 | *資産凍結 *取引禁止 |
| Myanma Gems Enterprise                                  | 宝飾業               | 不明           | ビルマ          | 2021年 4月8日   | ビルマの民主的に選出された政府の転覆とビルマ国民への継続的な抑圧に責任を負う軍事政権の経済的資金源であり、国軍に関係する個人・団体によって保有・支配されている団体に該当するため。 | *資産凍結 *取引禁止 |
| Myanma Timber Enterprise                                | 木材生産・輸出       | 不明           | ビルマ          | 2021年 4月21日  | ビルマの民主的に選出された政府の転覆とビルマ国民への継続的な抑圧に責任を負う軍事政権の経済的資金源であり、国軍に関係する個人・団体によって保有・支配されている団体に該当するため。 | *資産凍結 *取引禁止 |
| Myanmar Pearl Enterprise                                | 水産・真珠産業       | 不明           | ビルマ          | 2021年 4月21日  | ビルマの民主的に選出された政府の転覆とビルマ国民への継続的な抑圧に責任を負う軍事政権の経済的資金源であり、国軍に関係する個人・団体によって保有・支配されている団体に該当するため。 | *資産凍結 *取引禁止 |
| 国家統治評議会                                          | 政府機関             | N/A            | ビルマ/ネピドー | 2021年 5月17日  | ビルマの行政区画、行政機関、又はビルマ政府の下部機関に該当するため。 | *資産凍結 *取引禁止 |